# Cielo sin estrellas
Cielo sin estrellas es una telenovela mexicana que se transmitió por el Canal 4 de Telesistema Mexicano en 1961. Elevó el índice de audiencia del canal 4 de Telesistema Mexicano gracias a la magnifíca actuación del gran actor Germán Robles.

## Elenco
- Germán Robles

## Datos a resaltar
- La telenovela está grabada en blanco y negro.
- Realizada bajo la producción de Telesistema Mexicano, S.A.
- No se tiene información exacta sobre la telenovela.
- Cabe la posibilidad de que esté perdida.